# Andy Samberg
David A. J. "Andy" Samberg  (Berkeley, California; 18 de agosto de 1978) es un cómico, actor, escritor, productor y músico estadounidense. Es miembro del grupo de comedia musical The Lonely Island y fue miembro del elenco de Saturday Night Live (2005-2012), donde con sus compañeros de grupo popularizaron los SNL Digitals Shorts.
Samberg ha aparecido en diversas películas, incluyendo Hot Rod (2007), I Love You, Man (2009), That's My Boy (2012), Celeste and Jesse Forever (2012) y Popstar: Never Stop Never Stopping (2016). Le puso la voz a Ham III, en la película de dibujos animados Space Chimps. Samberg ha sido la voz principal de las franquicias Cloudy with a Chance of Meatballs (2009–2013), Hotel Transylvania (2012–2021) y la película Storks (2016).
También ha aparecido en Premium Blend, Arrested Development, Late Night with Conan O'Brien, The Daily Show con Jon Stewart y Next show con David Letterman. 
Desde 2013 hasta su finalización en 2021, protagonizó la sitcom Brooklyn Nine-Nine, por la cual recibió el Globo de Oro al mejor actor de serie de televisión (comedia o musical) en 2014. Además, fue el anfitrión de los MTV Movie Awards 2009 y condujo los Golden Globe en 2019 junto a la actriz Sandra Oh.

## Biografía
Andy nació en Mill Valley, California, el 18 de agosto de 1978, hijo de Margi Marrow, una profesora de escuela primaria y Joe Samberg, fotógrafo. Creció en una familia judía. Su abuelo materno, Alfred J. Marrow, fue presidente ejecutivo del American Jewish Congress. 
Empezó en la comedia judía siendo un niño. Con ocho años empezó a soñar con formar parte de Saturday Night Live. Fue a la Chabot Elementary School en Oakland. Samberg se graduó en 1996 en la Berkeley High School y empezó la universidad en Universidad de California en Santa Cruz. Entonces pasó a la Universidad de Nueva York para cursar estudios cinematográficos en la Tisch School of the Arts, donde se graduó con un Bachelor of Fine Arts (BFA) en 2000.

## Carrera

### Saturday Night Live
En septiembre de 2005, Samberg confirmó que se sumaría a Saturday Night Live como un destacado participante, mientras que Akiva Schaffer y Jorma Taccone, sus colegas de The Lonely Island, se sumarían al espectáculo como parte de la redacción. Si bien sus cortos en vivo fueron limitados durante su primer año, apareció en muchos otros cortos que no eran en vivo, incluidos las parodias comerciales y los segmentos de varias películas. 
Para el show del 17 de diciembre de 2005, él y Chris Parnell protagonizaron en el Digital Short "Lazy sunday", un hip hop interpretado por dos Manhattanitas, en una búsqueda por ver la película Las crónicas de Narnia. El corto se convirtió rápidamente en un fenómeno de Internet y proporcionó a Samberg la atención de los medios y del público. También hizo "Dick in a Box", un dueto con Justin Timberlake, el cual ganó un Emmy de las Artes Creativas, por música y letra original destacada.
Samberg ha encontrado el éxito con la canción "Jizz in my pants" que canta con Jorma Taccone y alcanzó más de 25 millones de visitas en YouTube. Su compañía de comedia tuvo una reciente colaboración con T-Pain en "I'm on a Boat" que también fue muy popular, ya que el video tiene más de 45 millones de visitas en YouTube, desde que debutó en el sitio el 7 de febrero de 2009. 
Samberg se encuentra en su 7.ª temporada de Saturday Night Live. Además de otros cuantos Digital Shorts como, "Space Olympics", "Ras-Trent", "Like a Boss", "Cools Guys Don't Look at Explosions", "I Threw It To The Ground", y su más reciente éxito "Great Day".

### Brooklyn Nine-Nine
Después de 7 años, como protagonista de la aclamada Saturday Night Live, Andy Samberg declaró que se retiraría de la televisión debido a la experiencia agotadora que esto le provocaba, Pero Michael Shur y Dan Goor de Parques y Recreación. También ayudaron a Amy Poehler a salir después de su tiempo en SNL y terminaron haciéndola la protagonista de su propia serie. Como gran fanático de la serie y viendo lo que hicieron con Poehler, Samberg le dijo a "La envoltura" en 2013 que asumir el papel principal de Jake Peralta "fue demasiado bueno para dejarlo pasar".
Samberg solo tenía una petición y era que la serie solo tuviera 153 capítulos, petición que se cumplirá con esta octava y última temporada.
Gracias a esta Sitcom Andy Samberg recibió el Globo de Oro al mejor actor de serie de televisión (comedia o musical) en 2014.

### Incredibad
Samberg junto con sus colegas de The Lonely Island lanzaron un álbum musical el 10 de febrero de 2009, titulado Incredibad, que incluía los soundtracks "Jizz in my Pants", "I'm On a Boat", "Like a boss" "Boombox" con Julian Casablancas y muchos otros.

### Otros trabajos
Samberg dio vida a Rod Kimble en Hot Rod (2007). Puso su voz para la película de animación Space Chimps y tiene un pequeño cameo como vagabundo en La infinita lista de música de Nick y Norah. Asimismo,apareció en la comedia de 2009, I Love You, Man, como Robby Klaven. Samberg apareció en la portada de la revista "Out Magazine" en marzo de 2009 por su papel en esta última.
Samberg apareció junto a Justin Timberlake en un anuncio de Pepsi para el Super Bowl XLII, interpretando a una travesti que lleva una peluca rubia en una ventana, mientras Timberlake está siendo arrastrado en un lado del edificio.

## The Wack Album
Es el tercer álbum de estudio del grupo de hip hop estadounidense de comedia The Lonely Island. Fue lanzado el 7 de junio de 2013 a través de República Records. Lady Gaga, Adam Levine de Maroon 5, Kendrick Lamar y Robyn se encuentran en la lista de colaboradores del álbum. Se incluyen los temas "YOLO", "Go Kindergarten", "Spring Break Anthem" y muchos otros. 

## Filmografía

### Películas
| Año                                 | Título                              | Papel                                 | Notes                        |
| ----------------------------------- | ----------------------------------- | ------------------------------------- | ---------------------------- |
| 2007                                | Hot Rod                             | Rod Kimble                            |                              |
| 2008                                | Space Chimps                        | Ham III                               | Voz                          |
| Extreme Movie                       |                                     | Coescritor                            |                              |
| Nick and Norah's Infinite Playlist  | Vagabundo                           |                                       |                              |
| 2009                                | I Love You, Man                     | Robbie Klaven                         |                              |
| Cloudy with a Chance of Meatballs   | Brent McHale                        | Voz                                   |                              |
| 2011                                | Friends with Benefits               | Quincy                                |                              |
| What's Your Number?                 | Gerry Perry                         |                                       |                              |
| 2012                                | Celeste and Jesse Forever           | Jesse Abrams                          |                              |
| That's My Boy                       | Todd Peterson/Han Solo Berger       |                                       |                              |
| The Watch                           | Gilipollas #1                       | Cameo                                 |                              |
| Hotel Transylvania                  | Jonathan "Johnny" Loughran          | Voz                                   |                              |
| 2013                                | Grown Ups 2                         | Porrista masculino                    | Cameo                        |
| The To Do List                      | Van King                            |                                       |                              |
| Cloudy with a Chance of Meatballs 2 | Brent McHale                        | Voz                                   |                              |
| 2014                                | Neighbors                           | Toga #1                               | Cameo                        |
| 2015                                | Hotel Transylvania 2                | Jonathan "Johnny" Loughran            | Voz                          |
| 2016                                | Popstar: Never Stop Never Stopping  | Conner "Kid Conner" Friel/Conner4Real | También productor y escritor |
| Storks                              | Junior                              | Voz                                   |                              |
| 2017                                | Take the 10                         | Johnny                                |                              |
| Brigsby Bear                        | Eric                                | También productor                     |                              |
| Puppy!                              | Jonathan "Johnny" Loughran          | Voz; Cortometraje                     |                              |
| 2018                                | Jonathan "Johnny" Loughran          | Hotel Transylvania 3: Summer Vacation | Voz                          |
| 2020                                | Palm Springs                        | Nyles                                 | También productor            |
| 2021                                | America: The Motion Picture         | Benedict Arnold                       | Voz                          |
| Hotel Transylvania: Transformanía   | Jonathan "Johnny" Loughran          | Voz                                   |                              |
| 2023                                | Lee (película de 2023)              | David Scherman                        |                              |
| 2023                                | Spider-Man: Across the Spider-Verse | Ben Reilly                            | Voz                          |
| 2023                                | Good Burger 2                       | Él mismo                              | Cameo                        |
| 2024                                | Self Reliance                       | Él mismo                              |                              |

### Televisión
| Año                                  | Título                                             | Papel                                       | Notas                                                                         |
| ------------------------------------ | -------------------------------------------------- | ------------------------------------------- | ----------------------------------------------------------------------------- |
| 2003–2004                            | The 'Bu                                            | Aaron                                       | 8 episodios; también escritor                                                 |
| 2005                                 | Arrested Development                               | Director de escena                          | Episodio: "Righteous Brothers"                                                |
| House of Cosbys                      | Cosby Team TriOsby (voz)                           | 2 episodios                                 |                                                                               |
| 2005–2012                            | Saturday Night Live                                | Varios Personajes                           | 139 episodios; También escritor                                               |
| 2008                                 | Human Giant                                        | Jonathan                                    | 4 episodios                                                                   |
| 2009                                 | 2009 MTV Movie Awards                              | Él mismo (presentador)                      | Especial televisivo                                                           |
| 2009–2011                            | American Dad!                                      | Ricky the Raptor / Anti-Cristo (voz)        | 2 episodios                                                                   |
| 2010                                 | Freaknik: El Musical                               | Chad (voz)                                  | Película TV                                                                   |
| The Sarah Silverman Program          | Troy Bulletinboard                                 | Episodio: "Smellin' of Troy"                |                                                                               |
| Parks and Recreation                 | Carl Lorthner                                      | Episodio: "Park Safety"                     |                                                                               |
| 2011–2017                            | Adventure Time                                     | Varias voces                                | 3 episodios                                                                   |
| 2012                                 | Portlandia                                         | Andy                                        | Episodio: "Mixology"                                                          |
| 30 Rock                              | Él mismo                                           | Episodio: "The Ballad of Kenneth Parcell"   |                                                                               |
| SpongeBob SquarePants                | Colonel Carper (voz)                               | Episodio: "Hello Bikini Bottom!"            |                                                                               |
| Cuckoo                               | Dale "Cuckoo" Ashbrick                             | 7 episodios                                 |                                                                               |
| 2012–2016                            | Comedy Bang! Bang!                                 | Él mismo                                    | 5 episodios                                                                   |
| 2013                                 | 28th Independent Spirit Awards                     | Él mismo presentador)                       | Especial televisivo                                                           |
| The Awesomes                         | Kid Crab (voz)                                     | Episodio: "Piloto: Parte 2"                 |                                                                               |
| Comedy Central Roast of James Franco | Él mismo (roaster)                                 | Especial televisivo                         |                                                                               |
| 2013–2021                            | Brooklyn Nine-Nine                                 | Jake Peralta                                | Rol principal; también productor                                              |
| 2014                                 | Saturday Night Live                                | Él mismo (presentador)                      | Episodio: "Andy Samberg/St. Vincent"                                          |
| 2015                                 | Major Lazer                                        | Dr Nerd/Dr Bass Drop (voz)                  | 2 episodios                                                                   |
| 7 Days in Hell                       | Aaron Williams                                     | Película de TV; también productor ejecutivo |                                                                               |
| 67th Primetime Emmy Awards           | Él mismo (presentador)                             | Escpecial televisivo                        |                                                                               |
| 2016                                 | Party Over Here                                    |                                             | 10 episodios; creador y productor ejecutivo                                   |
| New Girl                             | Jake Peralta                                       | Episodio: "Homecoming"                      |                                                                               |
| 2017                                 | Michael Bolton's Big, Sexy Valentine's Day Special | Kenny G                                     | Especial televisivo                                                           |
| Master of None                       | Nicolas Cage (voz)                                 | Episodio: "New York, I Love You"            |                                                                               |
| Tour de Pharmacy                     | Marty Hass                                         | Película TV; también productor ejecutivo    |                                                                               |
| Lady Dynamite                        | Él mismo                                           | Temporada 2 Episodio 2 y 6                  |                                                                               |
| 2018                                 | Alone Together                                     |                                             | Productor ejecutivo                                                           |
| 2019                                 | 76th Golden Globe Awards                           | Él mismo (copresentador)                    | Especial televisivo                                                           |
| 2019                                 | PEN15                                              | N/A                                         | Productor ejecutivo                                                           |
| 2019                                 | I Think You Should Leave with Tim Robinson         | Paul                                        | Episodio: "We Used to Watch This at My Old Work"; también productor ejecutivo |
| 2019                                 | The Unauthorized Bash Brothers Experience          | Jose Canseco                                | Especial televisivo; también productor ejecutivo                              |
| 2019                                 | The Dark Crystal: Age of Resistance                | The Heretic (skekGra) (voz)                 | 4 episodios                                                                   |
| 2020                                 | Yo nunca (serie)                                   | Él mismo (narrador)                         | Temporada 1 Capítulo 6 (voz en off)                                           |

## Premios y nominaciones
| Año  | Premio                           | Categoría                                                              | Trabajo                                       | Resultado |
| ---- | -------------------------------- | ---------------------------------------------------------------------- | --------------------------------------------- | --------- |
| 2007 | Premios Primetime Emmy           | Mejor letra y música original por la canción "Dick In A Box"           | Satuday Night Live                            | Ganador   |
| 2009 | Premios Primetime Emmy           | Mejor letra y música original por la canción "Motherlover"             | Satuday Night Live                            | Nominado  |
| 2009 | Teen Choice Award                | Estrella Web                                                           | Satuday Night Live                            | Nominado  |
| 2009 | Teen Choice Award                | Cómico elegido                                                         | Satuday Night Live                            | Nominado  |
| 2010 | Premios People's Choice          | Celebridad Web favorita                                                | Satuday Night Live                            | Nominado  |
| 2010 | Premios Primetime Emmy           | Mejor letra y música original por la canción "Shy Ronnie"              | Satuday Night Live                            | Nominado  |
| 2011 | Teen Choice Award                | Cómico elegido                                                         | Satuday Night Live                            | Nominado  |
| 2011 | Premios Primetime Emmy           | Mejor letra y música original por la canción "I Just Had Sex"          | Satuday Night Live                            | Nominado  |
| 2011 | Premios Primetime Emmy           | Mejor letra y música original por la canción "Jack Sparrow"            | Satuday Night Live                            | Nominado  |
| 2011 | Premios Primetime Emmy           | Mejor letra y música original por la canción "3-Way (The Golden Rule)" | Satuday Night Live                            | Nominado  |
| 2012 | Teen Choice Award                | Cómico elegido                                                         | Satuday Night Live                            | Nominado  |
| 2014 | Premios People's Choice          | Mejor Actor en una serie de televisión                                 | Brooklyn Nine-Nine                            | Nominado  |
| 2014 | Premios Globo de Oro             | Mejor Actor en una serie de televisión (musical o comedia)             | Brooklyn Nine-Nine                            | Ganador   |
| 2014 | Premios comedia americana        | Mejor Actor, Comedia                                                   | Brooklyn Nine-Nine                            | Ganador   |
| 2014 | Teen Choice Award                | Actor de televisión elegido: Comedia                                   | Brooklyn Nine-Nine                            | Nominado  |
| 2014 | EWwy Award                       | Mejor Actor, Comedia                                                   | Brooklyn Nine-Nine                            | Nominado  |
| 2014 | Premios del Sindicato de Actores | Mejor actuación grupal en serie de comedia                             | Brooklyn Nine-Nine                            | Nominado  |
| 2015 | Teen Choice Award                | Actor televisivo elegido: Comedia                                      | Brooklyn Nine-Nine                            | Nominado  |
| 2015 | Premios Primetime Emmy           | Mejor guion para un show de variedades                                 | Especial 40.º Aniversario Saturday Night Live | Nominado  |
| 2016 | Premios People's Choice          | Actor cómico favorito en TV                                            | Brooklyn Nine-Nine                            | Nominado  |
| 2016 | Teen Choice Award                | Actor televisivo elegido: Comedia                                      | Brooklyn Nine-Nine                            | Nominado  |
| 2016 | Poppy Awards                     | Mejor actor principal en serie cómica                                  | Brooklyn Nine-Nine                            | Ganador   |
| 2017 | Premios People's Choice          | Actor cómico favorito en serie de TV                                   | Brooklyn Nine-Nine                            | Nominado  |
| 2017 | Teen Choice Award                | Mejor actor cómico en serie de televisión                              | Brooklyn Nine-Nine                            | Nominado  |
| 2018 | Teen Choice Award                | Mejor actor cómico en serie de televisión                              | Brooklyn Nine-Nine                            | Nominado  |
| 2019 | Premios de la Crítica Televisiva | Mejor actor en una serie cómica                                        | Brooklyn Nine-Nine                            | Nominado  |
| 2019 | Teen Choice Award                | Mejor actor cómico en serie de televisión                              | Brooklyn Nine-Nine                            | Nominado  |
| 2019 | Premios Primetime Emmy           | Especial de variedades excepcional (en vivo)                           |                                               | Nominado  |
| 2021 | Critics' Choice Super Awards     | Mejor actor en una película de ciencia ficción/fantasía                | Palm Springs                                  | Ganador   |
| 2021 | Premios Globo de Oro             | Mejor actor – Comedia o musical                                        | Palm Springs                                  | Nominado  |
| 2021 | Premios Satellite                | Mejor actor de comedia o musical                                       | Palm Springs                                  | Nominado  |
| 2023 | Kids' Choice Awards              | Favorite Male Voice from an Animated Movie                             | Hotel Transylvania 4: Transformania           | Nominado  |